# Венера Мілоська
Венера Мілоська (грец. Η Αφροδίτη της Μήλου) — мармурова статуя богині Афродіти, датована приблизно 150 до н. е. Нині експонується в Луврі, Париж.
Автор Венери Мілоської невідомий. Початково вона приписувалась Праксітелю, оскільки скульптура являє собою тип Афродіти Кнідської. Нині поширена версія про авторство Александра Антіохійського.
Статуї Венери Мілоської править за ідеал краси жіночого тіла. Висота статуї 2,04 м. Пропорції у перерахунку на зріст 164 см такі: 86х69х93 см.

## Історія знахідки
8 квітня 1820 року статую Венери Мілоської знайшов грецький селянин Йоргос Кентротас на острові Мілос. Скопуючи свою присадибну ділянку, він спочатку натрапив на кам'яну нішу розміром близько 4–5 м. У тому кам'яному склепі лежала Венера. На момент знахідки фігура богині вже була розбита на два великі фрагменти. Безсумнівно, що у лівій руці Венера тримала яблуко.
Французький мореплавець Дюмон-Дюрвіль, який відкрив землю Аделі в Антарктиді, 1820 року плавав на своєму гідрографічному кораблі вздовж грецьких островів. Побувавши в гостях у Йоргоса, Дюмон не зміг вмовити селянина та викупити скульптуру. Проте за кілька днів по тому його судно прибуло до Стамбула. Тут офіцерів запросили до французького посольства, де Дюрвілль розповів про знахідку послу маркізу де Рів'єру, який наказав секретарю посольства Марцеллюсу із невеличким загоном моряків доставити Венеру.
Йоргос Кентротас відмовився добровільно віддати військовим скульптуру, через що Марцеллюс віддав наказ застосувати силу. У сутичці і було відбито руки Венери, втім 25 травня 1820 статуя вивезена з острова Мілос. 1 березня 1821 року маркіз де Рів'єр в Парижі подарував дивовижної краси скульптуру королю Людовіку XVIII. Відтоді Венера Мілоська зберігається у 74 кімнаті на першому поверсі галереї Сюллі паризького музею Лувр.
|                    |            |                  |
| Фронтальний вигляд | Три чверті | Зворотний вигляд |